# King's Lynn Town FC
El King's Lynn Town FC es un equipo de fútbol de Inglaterra que juega en la Conference North, la sexta división de fútbol del país.

## Historia
Fue fundado en el año 2010 en la ciudad de King's Lynn de Norfolk con el nombre Lynn FC luego de que el Kingś Lynn Football Club se declarara en bancarrota y desapareciera en 2009. En su primera temporada alcanzó las semifinales de la FA Vase donde fue eliminado 2-6 por el Coalville Town FC. En la siguiente temporada logran el ascenso a la Northern Premier League y participan por primera vez en la FA Cup.
En la temporada 2018/19 logra el ascenso a la Conference North luego de vencer en el playoff al Warrington Town FC 3-2, y al año siguiente logra el ascenso a la Conference National. El 7 de noviembre de 2020 da la mayor campanada de su historia al vencer al Port Vale Football Club a domicilio 0-1 con gol de Sonny Carey. Por la primera ronda de la FA Cup 2020-21.

## Palmarés
- Conference North: 1

2019–20
- Division One South: 1

2012–13
- Norfolk Senior Cup: 1

2016–17